# تارون ایسکندریان
تارون ایسکندریان (انگلیسی: Darón Iskenderian؛ زادهٔ ۱۹ مارس ۲۰۰۲ در لس آنجلس) بازیکن فوتبال در پست هافبک اهل ارمنستان است.

## باشگاهی
تا تاریخ match played ۲۲ October ۲۰۲۲
از باشگاه‌هایی که در آن بازی کرده‌است می‌توان به باشگاه فوتبال لس آنجلس گلکسی،  CF Gavà, Real So Cal, Barça Residency Academy و Las Vegas Lights FC اشاره کرد.
| باشگاه           | فصل          | لیگ          | لیگ    | لیگ  | جام حذفی | جام حذفی | قاره‌ای | قاره‌ای | مجموع  | مجموع |
| باشگاه           | فصل          | دسته         | بازی‌ها | گل‌ها | بازی‌ها   | گل‌ها     | بازی‌ها | گل‌ها   | بازی‌ها | گل‌ها  |
| ---------------- | ------------ | ------------ | ------ | ---- | -------- | -------- | ------ | ------ | ------ | ----- |
| Las Vegas Lights | ۲۰۲۲         | USL          | 26     | 1    | 1        | 0        | —      | —      | 27     | 1     |
| Career total     | Career total | Career total | ۲۶     | ۱    | ۱        | ۰        | ۰      | ۰      | ۲۷     | ۱     |

## تیم ملی
وی همچنین در تیم‌های ملی فوتبال زیر ۱۶ سال ارمنستان، و زیر ۲۱ سال ارمنستان بازی کرده‌است.